# Serranía de Chiribiquete

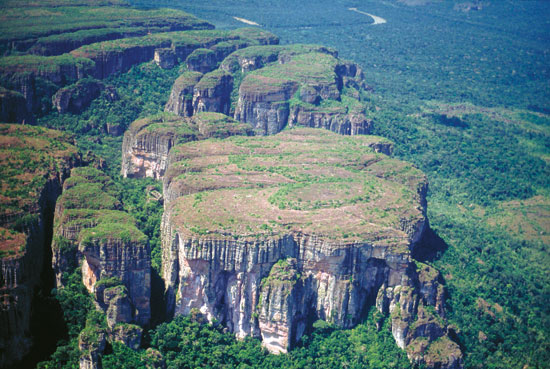

La serranía de Chiribiquete, ou sierra de Chiribiquete, ou encore monts Chiribiquete, est un massif montagneux situé dans la région amazonienne de Colombie. Avec la sierra de Naquén (es) et la serranía de la Macarena, elle est l'un des massifs les plus importants de la forêt amazonienne colombienne.

## Géographie
La sierra de Chiribiquete est située au sud-ouest de la serranía de la Macarena, à cheval sur les départements de Caquetá et Guaviare.